# Hugo Erdmann
Pour les articles homonymes, voir Erdmann.
 Hugo Wilhelm Traugott Erdmann, né le 8 mai 1862 à Preußisch Holland, province de Prusse et mort dans un accident de bateau le 25 juin 1910 sur le Müritzsee (de), est un chimiste et professeur d'université prussien.

## Biographie
Après avoir suivi des cours privés avec son père durant son enfance, il entre au lycée à Tilsit. Il étudie ensuite les mathématiques et la chimie à Strasbourg, Munich, et enfin à l'université Martin-Luther de Halle-Wittemberg où il étudie sous la direction de Jacob Volhard. Il obtient son doctorat en 1883 sous la direction de Rudolph Fittig à l'université de Strasbourg (à l'époque Kaiser-Wilhelms-Universität Straßburg) avec pour sujet « les condensations et métamorphoses des acides phénylcrotoniques » (Condensationen und Metamorphosen der Phenylcrotonsäuren). Il devient professeur de chimie à Halle en 1894, avant de partir pour l'université technique de Berlin en 1901. Il meurt en 1910 dans un accident de bateau.

## Travaux
En 1883, en collaboration avec Rudolph Fittig, Erdmann découvre que la déshydratation de l'« acide isophénylcrotonique » (l'acide styrylacétique, équivalent de l'acide isocrotonique, avec un groupe phényle en γ) produit l'α-naphtol, une observation qui permit de comprendre la nature du naphtalène.
Il découvre en 1885 avec Jacob Volhard une méthode de synthèse des thiophènes, la cyclisation de Volhard-Erdmann.
En 1898, il est l'inventeur du terme « gaz noble » (Edelgas).
En 1908, il invente le terme « thiozone » pour le composé S3, l'équivalent sulfuré de l'ozone, et émet l'hypothèse qu'il forme une large proportion du soufre à l'état liquide.

## Publications
- Naturkonstanten in alphabetischer Ordnung (avec Paul Köthner (de))